# Guillaume Raynaldi
Guillaume Raynaldi ou Guillaume de Raynal, mort le 15 juin 1402 à la Grande Chartreuse, est un moine chartreux, qui fut prieur de la Grande Chartreuse de 1367 jusqu'à sa mort et donc ministre général de l'ordre des Chartreux.

## Biographie
Guillaume Raynaldi, originaire d'Auvergne, fait profession à la Grande Chartreuse, prieur de Valbonne, il est élu prieur de la Grande Chartreuse et général de l’Ordre en 1367.
Il est l'auteur de la seconde remise à jour des Statuts de l’ordre, les Nova Statuta, entérinée par le chapitre général de 1368.
Sous son généralat, durant l'été 1371, le feu détruit presque tout le monastère. Les cellules, l'église, le cloître et les principaux bâtiments sont la proie des flammes. Le général, voyant qu'on ne peut sauver la Maison, fait tous ses efforts pour arracher à l'incendie les nombreux manuscrits qui composent la bibliothèque du couvent.
Au cours du Grand schisme d'Occident, l'Europe est divisée en deux obédiences, l'une au pape de Rome et l'autre au pape d'Avignon. Ce schisme provoque également un schisme au sein de l'ordre des Chartreux en 1380 ; La Grande Chartreuse et son prieur marque leur préférence pour le pape d'Avignon, Clément VII, et jusqu’à la mort de Guillaume Raynaldi, la Grande Chartreuse se réfugie dans une abstention favorable à la soustraction d'obédience mais elle sait faire passer des messages à Benoît XIII propres à le rassurer.
Guillaume Raynaldi, mourant, désigne Boniface Ferrier pour successeur

## Écrits
- « Epistola ad R.P.D. Stephanum Maconi », in Senensis Bartholomeus (Scala, Bartolommeo (it).), De vita et moribus beati Stephani Maconi Senensis Cartusiani, Ticinensis Cartusiae olim coenobiarchae, Libri Quinque, Milan, 1624. (Autre éd. : Sienne, De Goris, 1626, in-4, 291 p.), [lire en ligne].